# تاجامانينت
بلدية تاغامانينت (بالكاتالانية: Tagamanent) هي إحدى بلديات مقاطعة برشلونة، والتي تقع في منطقة كاتالونيا، شرق إسبانيا.
يبلغ عدد سكانها 301 نسمة وفقاً لإحصائية سنة (2007).